# Lgharbia
Lgharbia (franska: Lgharbia (CR), Lgharbia (Commune Rurale), arabiska: سيدي امحمد اومرزوق) är en kommun i Marocko.   Den ligger i provinsen Sidi Bennour och regionen Casablanca-Settat, 250 km sydväst om huvudstaden Rabat. Antalet invånare är 23 074.